# مخروطی‌میوه‌ها
کُنوکارپوس (به انگلیسی: Conocarpus) نام سرده‌ای از گیاهان از خانواده گاروم‌زنگیان (Combretaceae) می‌باشد. این درخت یکی از گونه های موثر درختان حرا در حفاظت و سلامت انسان ها می باشد .
این گونه به عنوان فیلتر زیستی موثر  به خوبی فلزات سنگین را از آب، هوا و خاک جذب می کند بنابراین برای مناطق آلوده شهری و جنوب ایران که شرکت های نفتی و پالایشگاهی فعالند مفید می باشد.
کنوکارپوس درختی است که دارای دو گونه گلدار لنسیفولیوس (Conocarpus lancifolius) و ارکتوس (Conocarpus erectus) می‌باشد . در ایران معمولاً به عنوان درخت چنار یا حرای سفید چوب دکمه‌ای شناخته می‌شود. این درخت بسیار با دوام است به طوری که می‌تواند در شرایطی چون دماهای بسیار بالا، زهکشی کم، خاک تحت فشار، آلودگی هوا، آب شور و غیره تاب بیاورد . در زمان گذشته از این درخت برای درمان بیماری‌های مختلفی چون دیابت، ورم ملتحمه، سوزاک، بیماری‌های عفونی و غیره استفاده می‌کرده‌اند. پژوهش‌های اخیر ویژگی‌های ضددیابتی، ضدسرطانی، ضدمیکروبی و آنتی‌اکسیدانی بخش‌های مختلف کنوکارپوس شامل برگ، پوسته، شاخه و میوه را در مدل‌های آزمایشگاهی و حیوانی نشان داده‌اند . علاوه بر آن کنوکارپوس یک پالایشگر طبیعی است به طوری که می‌توان از آن برای حذف آلاینده‌های فلزات سنگین و سموم از آب، خاک و هوا استفاده کرد . به عنوان پایشگر زیستی می‌توان میزان آلاینده‌ها را در بخش‌های مختلف درخت کنوکارپوس به صورت کمی و کیفی بررسی کرد. تاکنون هیچ پژوهش علمی نتوانسته است آلرژن بودن گرده این درخت و یا ایجاد حساسیت توسط کنوکارپوس را نشان دهد . 

## وِیژگی عمومی کنوکارپوس
درختان حرا به عنوان قدیمی ترین درختان گلدار در سواحل دریاها شامل پنج خانواده می باشند. حراهای سفید یا خانواده کامبرتاسه (combretacaeae) دارای 13 جنس می باشند. جنس مشهور این خانواده یعنی کنوکارپوس ها معمولا به عنوان درخت چنار یا حرای سفید چوب دکمه‌ای (میوه های آن شبیه دکمه ‌است) شناخته می شوند. کنوکارپوس دارای 2 گونه لنسیفولیوس (Conocarpus lancifolius) و ارکتوس (Conocarpus erectus) است. این دوگونه از نظر رشد رویشی و زایشی با هم اختلاف دارند گونه لنسیفولیوس کند رشد می باشد و سن گلدهی آن بالاتر از گونه های مشابه است، از نظر مورفولوژیکی دارای شاخه های ظریفتر و برگ های باریکتر و کشیده تر از گونه ارکتوس می باشد . گونه ارکتوس دارای چندین واریته می باشد که یکی نقره‌ای (Conocarpus erectus var. sericeus) با برگ‌های نقره ای رنگ، دارای پرز کوتاه و نرم و دیگری Conocarpus erectus var. erectus)) با برگ های سبز رنگ و بدون پرز می‌باشد. گونه کنوکارپوس ارکتوس سریع الرشد بوده و در شرایط آب و هوایی جنوب ایران دو بار در سال، بهار و پاییز گلدهی دارد. شاخه های این گونه در صورت مناسب بودن شرایط دما و رطوبت، بمحض بالغ شدن، به گل می روند .
کنوکارپوس دماهای بسیار بالا، آلودگی هوا، زهکشی کم، خاک تحت فشار، خاک شور و غیره را تحمل می کند . گونه‌های کنوکارپوس، بومی خط ساحلی هستند که در مناطق گرمسیری و نیمه گرمسیری زمین یافت می‌شوند . کنوکارپوس ارکتوس، درختی همیشه سبز می‌باشد که تا ارتفاع 9 تا 12 متر رشد می‌کند. همچنین برگ‌های آن سبز مایل به خاکستری مات (2 تا 7 سانتی‌متر طول و 1 تا 3 سانتی‌متر عرض) است که به صورت متناوب مرتب بر روی شاخه قرار دارند. هر برگ آن دارای دو غده نمکی کوچک در قاعده خود می‌باشد. این درخت حاوی شکوفه‌های سبز ریزی است که به سختی مشاهده می شوند. همچنین میوه‌های دکمه مانند آن دارای فلس هایی با اندازه کوچک (5 تا 8 میلی‌متر قطر) هستند که در زمان رسیده شدن رنگ قهوه‌ای مایل به قرمز دارند. پوست درخت غنی از تانن می‌باشد و قهوه‌ای و فلس مانند است و در ظاهر دندانه دار می‌باشد.
این درخت در مجاور اقیانوس اطلس در ایالات جنوبی و میانی آمریکا، در سراسر هند غربی و از برزیل تا مکزیک و اکوادور به صورت طبیعی می¬روید . این گونه همچنین در آفریقای غربی، پاکستان، کویت، عربستان سعودی و امارات که گرمای بیش از حد و آب شور را تحمل می کنند، رشد می کند . در ایران نیز در تمام استان های جنوبی شامل خوزستان، بوشهر، هرمزگان و سیستان و بلوچستان کنوکارپوس به خوبی رشد می کند . این گیاه در شهرهای بزرگ مختلف علیرغم آلودگی هوا و کمبود آب، به خوبی رشد کرده است . کنوکارپوس در فلوریدا گونه ای بسیار مناسب برای رشد در ساحل دریا است زیرا می‌تواند گرما، نور آفتاب و همچنین خاک شور، قلیایی، شنی و مرطوب را تحمل کند . کنوکارپوس گونه ای بسیار قوی، محکم و مناسب برای شرایط شهری می باشد؛ بنابراین برای زیباسازی با دوام خیابان و فضای سبز پارک ها استفاده می‌شود .

## سایر کاربردهای کنوکارپوس در سلامت انسان دنیای مدرن
درختان خانواده حرا و از جمله درخت کنوکارپوس یکی از گونه های اصلی برای تامین محصولات گرده گل و شهد در بسیاری از کشورهای دنیا می‌باشد . خواص تغذیه ای و دارویی پلی فنل ها و آنتی اکسیدان عسل تولید شده از درختان حرا نشان داده شده است. یکی از خواص درخت کونکارپوس خاصیت حشره کشی عصاره برگ آن است که می تواند برای کنترل سوسک Tribolium castaneum که آفت غلات و حبوبات است  به جای ترکیب سمی و خطرناک فسفید آلومنیوم (قرص برنج) که سالانه سبب مسمومیت های اتفاقی زیادی می شود  استفاده شود.
همچنین کنوکارپوس به صورت پرچین هرس می‌شود و به عنوان یک مقاوم کننده طبیعی برای پایدارسازی خطوط ساحلی کاربرد دارد. از نظر زیبایی شناسی و روانشناسی، پرچین‌های درخت کنوکارپوس باعث جذب حیوانات و پرندگان می شود . تاثیرات مثبت حضور حیوانات و پرندگان بر سلامتی روانی انسان ها از دغدغه های دنیای مدرن است که نشان داده شده است . از سوی دیگر کنوکارپوس به عنوان جایگزینی اقتصادی و دوستدار محیط زیست برای موج شکن های دریایی استفاده می شود که از تخریب ساحل محافظت می کنند . از سوی دیگر درخت کنوکارپوس غالبا به صورت درختچه‌ای کوچک و تا حدی نامتقارن دیده می‌شود. این درخت بدلیل داشتن پوست درخت زیبا با شاخ و برگ‌های نرم و ساقه‌ای چند قسمتی برای کاشته شدن در خیابان ها و پارک ها بسیار مناسب است . این درختان بسیار محکم و بادوام هستند و با ایجاد سایه در گذرگاه ها می توان با کاشت آن‌ها چشم اندازهای زیبایی را بنیان نهاد .

## مناطق کاشت مخروطی‌میوه کنوکارپوس
درختی همیشه سبز است که معمولاً در مناطق گرمسیر و خاک شور کاشته می‌شود. مناطق کاشت آن نیاز به زهکشی و مواد معدنی آلی ندارد و مقاومت خوبی در برابر محیط سخت دارد. به عنوان یک درخت مقاوم به شوری و گرما و همچنین کم‌آبی جهت حفاظت از سواحل و اراضی شور کاشته می‌شود و با توجه به مقاومت بالا به خاک‌های شور به خوبی در نواحی نزدیک دریا کاشت می‌شود و همچنین در شهرها در کناره پیاده‌روها و میادین و خط میانی خیابان‌ها کاشته می‌شود.
به جهت اینکه سایه خوبی دارد برنامه کاشت آن در شهرهای گرم کشور توسط شهرداری‌ها و سازمان‌های مرتبط با سرعت خوبی در حال پی‌گیری می‌باشد. برنامه کاشت آن در کشورهای حوزه خلیج فارس و همچنین عربستان سعودی و عراق و ایران که مناطق گرم و خشک و معمولاً با خاک شور دارند ادامه دارد و نمای زیبایی به شهرها می‌بخشد. از جمله استان‌هایی که در ایران این درخت کاشته می‌شود می‌توان به خوزستان بوشهر و هرمزگان اشاره کرد. این گیاه در نواحی ساحلی می‌روید ولیکن در نواحی ساحلی و خشک نیز قابل گشت است. علاوه بر ایران در سواحل کالیفرنیا، فلوریدا و آمریکای گرم و مرطوب و برزیل نیز دیده می‌شود.

## ازدیاد
برنامه تولید آن توسط کاشت بذر ممکن می‌باشد. تولید بذر این درخت زیاد است، ولی با توجه به کم بودن قوهٔ نامیه (زیوایی) بذرها که حدود ۱۲ درصد است، تعداد زیادی از آن‌ها سبز نمی‌شود. بهتر است مجموعه ای از ده‌ها بذر یکجا کاشته شوند. گزارش های غیر مستند علمی و صرفا رسانه ای مبنی بر مهاجم بودن این گیاه غیر بومی ایران و ریشه زایی گسترده و نفوذ و آسیب به شبکه های آب و تاسیسات زیربنایی وجود دارد و قبل از تصمیم به تکثیر آن بهتر است با متخصصین غیر ذینفع مشورت نمایید.

## گرده گل کنوکارپوس نمی تواند عامل آلرژی تنفسی باشد
در نگاه برخی مردم، درخت کنوکارپوس به اشتباه درختی ایجاد کننده آلرژی تنفسی معرفی شده است که با حقایق علمی همخوانی ندارد. گرده گیاهانی که کمتر از 5 میکرون قطر دارند می توانند به ریه ها برسند و ایجاد آسم آلرژیک نمایند . در حالیکه گرده درخت کنوکارپوس بیشتر از 12 میکرون قطر دارد  و با استنشاق قادر نیست به مجاری هوایی تحتانی برسد.
	گرده های گیاهان یا از طریق باد منتشر می شوند (anemophilus) یا حشرات آنها را منتقل می کنند (entomophylus) و یا از هر دو روش باد و حشرات (amphiphilus) منتقل می شوند. در گیاهان آنتوموفیلوس مقدار گرده ها کم، سنگین و چسبناک هستند و با هوا منتشر نمی شوند و کمتر ایجاد آلرژی می کنند. بر عکس گیاهان آنموفیلوس که با باد گرده افشانی می کنند، گرده ها با کمک باد کیلومترها دورتر از گیاه پخش می شوند و اندازه کوچکی دارند (کمتر از 5 میکرون) و همچنین گل های فاقد رنگ، بو و شیره دارند و بیشتر از گروه گیاهان آنتوموفیلوس آلرژی ایجاد می نمایند. درخت کنوکارپوس برای جذب حشرات، با کمک دو غده، شهد تولید می کند  و از حشرات برای گرده افشانی استفاده می کنند .